# Медовчик новогвінейський
Медо́вчик новогвінейський (Pycnopygius ixoides) — вид горобцеподібних птахів родини медолюбових (Meliphagidae). Ендемік Нової Гвінеї.

## Підвиди
Виділяють чотири підвиди:
- P. i. ixoides (Salvadori, 1878) — захід і центр острова;
- P. i. proximus (Madarász, 1900) — північ острова;
- P. i. unicus Mayr, 1931 — північний схід острова;
- P. i. finschi (Rothschild & Hartert, E, 1903) — південний схід острова.

## Поширення і екологія
Новогвінейські медовчики живуть у рівнинних і гірських вологих тропічних лісах Нової Гвінеї.